# Peter Rommel (Filmproduzent)

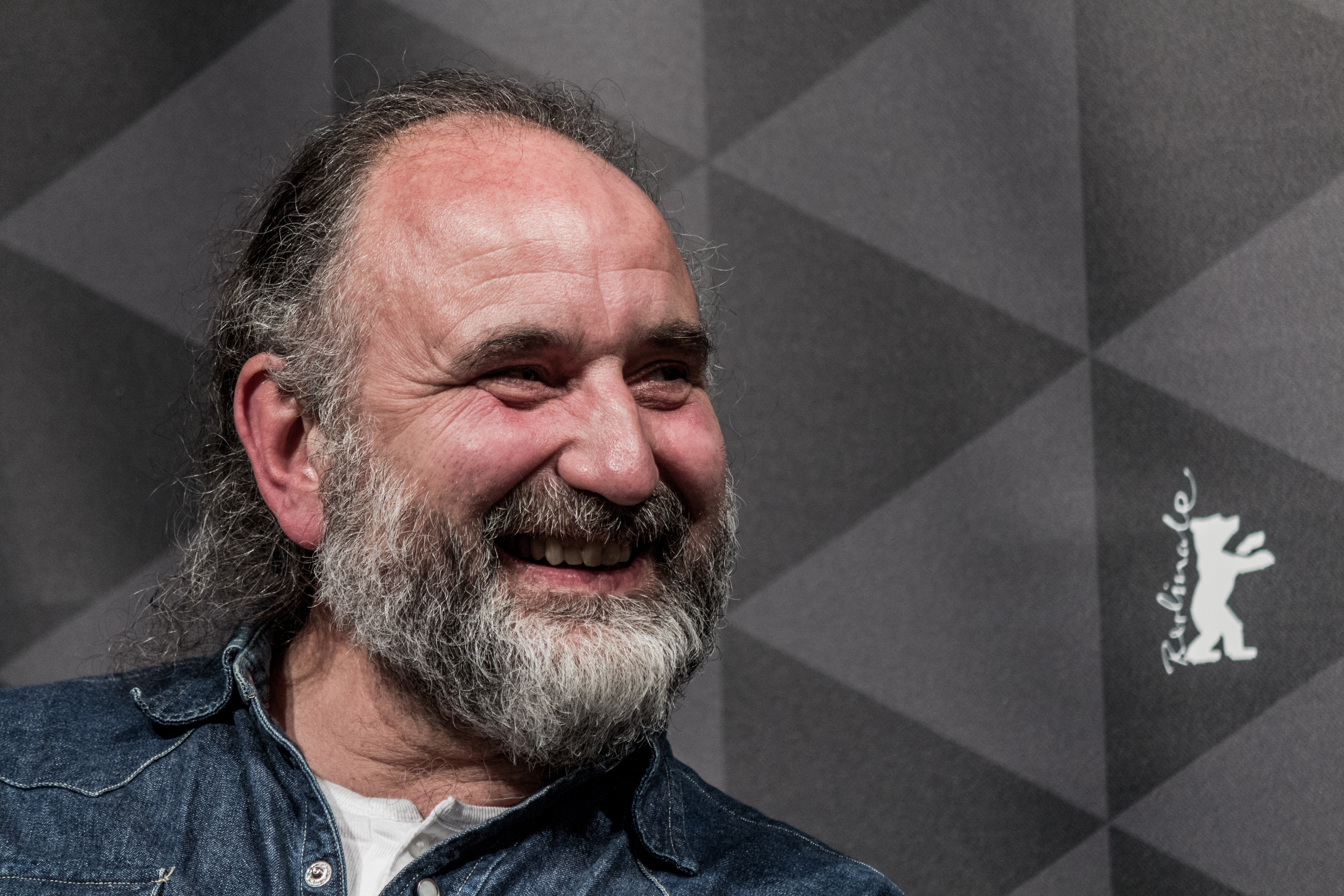
Peter Rommel auf der Berlinale 2015

Peter Rommel (* 12. Oktober 1956 in Stuttgart) ist ein deutscher Filmproduzent, der u. a. den Deutschen Filmpreis in Gold und in Bronze, den Bayerischen Filmpreis und den Douglas Sirk Preis des Filmfest Hamburg gewonnen hat.

## Leben und Werk
Rommel absolvierte eine Lehre zum Buchhändler. Danach arbeitet er einige Jahre für den Weltvertrieb und den Verleih von Ex Picturis. Er gründete 1993 die Filmproduktionsgesellschaft Peter Rommel Filmproduktion, die später in Rommel Film umbenannt wurde. Er gründete 1996 die Filmproduktionsgesellschaft Home Run Pictures und 2004 die Filmfinanzierungsfirma Shotgun Pictures.
Peter Rommel wurde 2001 leitender Dozent für Produktion an der Deutschen Film- und Fernsehakademie Berlin (DFFB). 
2003 war er eines der Gründungsmitglieder der Deutschen Filmakademie.

## Filmografie (Auswahl)
- 1996: Devil’s Island (Djöflaeyjan)
- 1999: Nachtgestalten
- 2002: Halbe Treppe
- 2002: Storno
- 2003: Sie haben Knut
- 2005: Sommer vorm Balkon
- 2006: Neandertal
- 2006: Sehnsucht
- 2009: Wolke 9
- 2009: Whisky mit Wodka
- 2011: Und wenn wir alle zusammenziehen? (Et si on vivait tous ensemble ?)
- 2011: Halt auf freier Strecke
- 2012: Herr Wichmann aus der dritten Reihe (Koproduzent)
- 2013: Feuchtgebiete
- 2013: Alphabet
- 2015: Als wir träumten
- 2016: Gestrandet
- 2017: Berlin Excelsior

## Auszeichnungen
- 2009: Deutscher Filmpreis in Bronze (Bester Spielfilm) für Wolke 9
- 2011: Douglas Sirk Preis des Filmfest Hamburg, zusammen mit Andreas Dresen
- 2012: Bayerischer Filmpreis, Produzentenpreis für Halt auf freier Strecke
- 2012: Deutscher Filmpreis in Gold (Bester Spielfilm) für Halt auf freier Strecke